# Cauchois (duif)
De Cauchois (Columba livia domesticus) is een duivenras dat in de 17de eeuw is ontstaan in het Land van Caux, een streek in Normandië in Frankrijk. 

## Kenmerken
Het ras is groter dan een gemiddelde duif en valt in de groep van de vormduiven. Het is een vleesduif, maar toch een elegante vogel. Het heeft een middelhoge stand en een gestrekte lichaamsvorm. De borst wordt iets vooruit gedragen en de duif heeft een licht opgerichte houding. Het is een rustig en vriendelijk dier, die snel aan een nieuwe omgeving went. Er komen verschillende kleuren en tekeningen voor. 